# Loch Iorsa
Loch Iorsa är en sjö i Storbritannien.   Den ligger i riksdelen Skottland, i den nordvästra delen av landet, 600 km nordväst om huvudstaden London. Loch Iorsa ligger 242 meter över havet. Den ligger på ön Isle of Arran. Trakten runt Loch Iorsa består i huvudsak av gräsmarker.